# Ambras-Syndrom
Das Ambras Syndrom ist eine sehr seltene angeborene Form der kongenitalen generalisierten Hypertrichose.
Synonyme sind: lateinisch Hypertrichosis universalis congenita; Hypertrichosis universalis congenita, Typ Ambras; Kongenitale generalisierte Hypertrichose Typ Ambras
Die Namensbezeichnung „Ambras Syndrom“ wurde im Jahre 1993 durch die Münchner Pädiater F.A. M. Baumeister, J. Egger, M. T. Schildhauer und S. Stengel-Rutkowski vorgeschlagen. Sie ist zurückzuführen auf Schloss Ambras, auf dem um 1642 Tognina Gonsalvus mit ihrer Familie wohnte, die von dem Syndrom betroffen war.

## Verbreitung
Die Häufigkeit wird mit unter 1 zu 1.000.000 angegeben, bislang wurde über etwa 50 Betroffene berichtet. Die Vererbung erfolgt autosomal-dominant.

## Ursache
Der Erkrankung liegen Mutationen auf dem Chromosom 8 Genort q22 zugrunde.

## Klinische Erscheinungen
Klinische Kriterien sind:
- Manifestation bereits bei Geburt
- Flaumhaar am ganzen Körper, insbesondere im Gesicht, an den Ohren und Schultern. Handflächen, Fußsohlen und Schleimhäute sind ausgespart

Hinzu können Gesichtsdysmorphien wie dreieckiges, grob strukturiertes Gesicht, kolbige Nasenspitze, lange Lidspalten und Störungen der Zahnentwicklung kommen.